# Ôgi-ga-hara
Ôgi-ga-hara är en kulle i Antarktis. Den ligger i Östantarktis. Norge gör anspråk på området. Toppen på Ôgi-ga-hara är 1 981 meter över havet.
Terrängen runt Ôgi-ga-hara är huvudsakligen platt, men söderut är den kuperad. Trakten är obefolkad. Det finns inga samhällen i närheten.